# Samuel Sewall

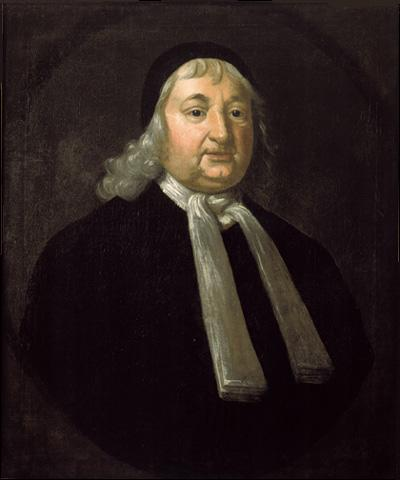
Samuel Sewall.

Samuel Sewall (Bishopstoke, 28 maart 1652 - Boston, 1 januari 1730) was een Amerikaanse koopman, rechter en essayist. Hij is vooral bekend geworden vanweg zijn rol als rechter tijdens de heksenprocessen van Salem en omdat hij een van de eerste uitgesproken voorstanders van het abolitionisme was. In zijn essay The Selling of Joseph uit 1700 trekt Sewall fel van leer tegen de slavernij.

## Biografie
Samuel Sewall werd in een puriteinse familie geboren. Hij was de zoon van Henry en Jane Sewall (geboren als Jane Dummer) en de kleinzoon van Henry Sewall, de burgemeester van Coventry. In 1661 emigreerde de familie vanuit Engeland naar Massachusetts en vestigde zich in Boston. Sewall bezocht de Harvard-universiteit en studeerde in 1671 af. Aanvankelijk had hij predikant willen worden, maar hij begon uiteindelijk aan een carrière als zakenman. Hij ging de lokale politiek in en werd later benoemd tot hulpmagistraat in het rechterlijk college dat in 1692 betrokken was bij de heksenprocessen van Salem. Sewall is de enige van de bij dit proces betrokken rechters die later publiekelijk heeft verklaard spijt te hebben gehad van zijn rol tijdens deze processen.
In 1717 werd Sewall benoemd tot opperrechter van Massachusetts. Hij trouwde in totaal drie keer: eerst op 28 februari 1676 met Hannah Hull, die de dochter was van muntmeester John Hull en van wie hij al zijn veertien kinderen kreeg. Hannah overleed in 1717, waarna Sewall hertrouwde met Abigail (Melyen) Woodmansey Tilley. Zij overleed zeven maanden later, waarna Sewall voor de derde keer trouwde met Mary (Shrimpton) Gibbs, die hem overleefde.
Samuel Sewall overleed op 78-jarige leeftijd in Boston. Hij werd begraven in het familiegraf op Granary Burying Ground, een van de oudste kerkhoven van Boston. Sewalls achterkleinzoon - die ook Samuel Sewall heette - werd vertegenwoordiger van Massachusetts in het Huis van Afgevaardigden.

## Verder lezen
- "SALEM WITCH JUDGE: The Life and Repentance of Samuel Sewall," door Eve LaPlante, HarperOne, 2007, 2008. ISBN 978-0-06-085960-2.
- Judge Sewall's Apology: The Salem Witch Trials and the Forming of a Conscience, Richard Francis, Fourth Estate, Londen: 2005 ISBN 1841156760; HarperCollins, New York: 2005 ISBN 0007163622; HarperPerennial, Londen/New York, 2006, ISBN 1841156779
- Bridgeman, Thomas (1856). The Pilgrims of Boston and their Descendants. D. Appleton and Company, New York. Geraadpleegd op 29 april 2009.